# Hadonahalli, Kunigal
Hadonahalli là một làng thuộc tehsil Kunigal, huyện Tumkur, bang Karnataka, Ấn Độ.